# Txeriómukhov
Txeriómukhov (en rus: Черёмухов) és un poble (un khútor) de l'óblast de Volgograd, a Rússia, segons el cens del 2010 tenia 175 habitants.